# Egschiglen
Egschiglen è un collettivo mongolo fondato a Ulan Bator nel 1991, composto da sette membri attualmente residenti in Germania. Il nome significa splendida melodia.

## Formazione
- Tume (Tumenbayar Migdorj) - morin-khuur
- Tumru (Tumursaikhan Janlav) - morin-khuur
- Sara (Sarangerel Tserevsamba) - voce, salterio joochin
- Amartuwshin Baasandorj - voce solista khöömji, liuto
- Uuganbaatar Tsend-Ochir - voce khöömji, basso

## Discografia
- Traditionelle mongolische Lieder - CD HE 1 / Heaven and Earth 1996
- Gobi - CD HE 4 / Heaven and Earth 1997
- Zazal - CD HE 10 / Heaven and Earth 2002
- Gereg - CD HE 17 / Heaven and Earth 2006